# Chilburj
Chilburj (Čilburdž) ist eine parthische Festung im Südosten des heutigen Turkmenistan (Provinz Mary welaýaty). Die Reste befinden sich etwa 40 km nordwestlich des antiken Merw und 29 km von Gyaur-Kala (turkmenisch Gäwürgala) entfernt. Die Anlage ist im Grundriss etwa trapezförmig und dabei 260/230 × 200 m groß. Die Wehrmauer der Festung ist bis heute zum Teil 13 bis 15 m hoch erhalten und aus Lehmziegeln (36 × 36 × 8 cm) errichtet. Sie ist rundherum mit 39 Türmen ausgestattet. Es gibt zwei befestigte Tore, eines befindet sich in der Nordmauer, das andere im Süden, wobei beide Tore nicht genau in der Mitte der Mauer, sondern etwas nach Osten versetzt angelegt sind. Die Türme stehen 5,4 m aus der Mauer hervor. Die Mauern und die Türme ruhen im unteren Teil auf einer geböschten, 7,7 m hohen Plattform, die aus 0,9 m dicken Lehmlagen besteht. Die Plattform ist unter den Türmen um etwa 2,2 m niedriger. Die Hofebene im Inneren der Festung liegt höher als das Bodenniveau des Umlandes. Innerhalb der Mauer verläuft ein innerer 1,9 m breiter Wehrgang, der in den Abschnitten zwischen den Türmen Schießscharten aufweist. In den Türmen befinden sich Räume (etwa 1,94 × 2,0 m groß), die überwölbt waren. Auch hier befinden sich Schießscharten.
Die Festung wird auf Grund der Keramik in das zweite und dritte nachchristliche Jahrhundert datiert und war wahrscheinlich bis ins vierte oder fünfte nachchristliche Jahrhundert bewohnt. Es fanden sich auch drei parthische Münzen, die diese Datierung unterstützen, obwohl die letzteren nur als Oberflächenfunde zu Tage kamen. Sie können hier also durch Zufall verloren gegangen sein und sind daher nicht beweiskräftig für die Datierung der Festung.
Die Festung wurde in den 1950er Jahren archäologisch von der JuTAKE (russische Abkürzung für Südturkmenische archäologische komplexe Expedition) unter der Aufsicht von G. A. Pugatschenkowa untersucht, obwohl diese Forschungen an der Festung nicht sehr intensiv waren und daher viele Fragen offen lassen. Die Gründung der JuTAKE im Jahr 1946 durch Michail Masson hatte zum Ziel, die archäologischen Hinterlassenschaften von Zentralasien systematisch zu untersuchen. Es handelte sich oft um Rettungsgrabungen, die im Zusammenhang mit großen Bauprojekten standen. Die Organisation stand auch ideologisch im Zusammenhang mit der Parole: Wissenschaft und Kultur in die Massen!.